# Necati Ateş
Necati Ateş (ur. 3 stycznia 1980 w Izmirze) – były turecki piłkarz grający na pozycji napastnika. 
Karierę rozpoczynał w Altay S.K. Potem przeniósł się na lata 2002-2004 do Adanasporu. W 2004 roku odszedł do Galatasaray SK, z którego był trzykrotnie wypożyczany do: Ankarasporu, İstanbul Büyükşehir Belediyespor i Realu Sociedad. Od 2009 roku do 2011 grał w Antalyasporze. W 2012 roku wrócił do Galatasaray SK. W tym samym roku został zawodnikiem Eskişehirsporu. W sezonie 2014/2015 grał w Kayseri Erciyessporze. W 2015 przeszedł do Karşıyaka SK.
W reprezentacji Turcji zadebiutował w 2005 roku.